# End of a Century
"End of a Century" är den brittiska alternativa rockgruppen Blurs elfte singel, utgiven den 7 november 1994. Som bäst nådde singeln plats 19 på den brittiska topplistan. Detta var fjärde och sista singeln som hämtades från albumet Parklife. Samtliga låtar är skrivna av Albarn/Coxon/James/Rowntree, med undantag för "Alex's Song" (Alex James).

## Låtlista
- CD

1. "End of a Century"
2. "Red Necks"
3. "Alex's Song"

- 7" and kassett

1. "End of a Century"
2. "Red Necks"